# Station Sleights
Station Sleights (Engels: Sleights railway station) is het spoorwegstation van de Engelse plaats Sleights. Het station ligt aan de Esk Valley Line.